# Bactrocera fulvicauda
Bactrocera fulvicauda är en tvåvingeart som först beskrevs av Perkins 1939.  Bactrocera fulvicauda ingår i släktet Bactrocera och familjen borrflugor. Inga underarter finns listade.